# Pierre-Antoine-Augustin de Piis
Pierre-Antoine-Augustin di Piis (Parigi, 17 settembre 1755 – Parigi, 22 maggio 1832) è stato un drammaturgo francese.
Con Pierre-Yves Barré fu uno dei cofondatori del Théâtre du Vaudeville.

## Biografia
Era il figlio di Peter Joseph di Piis, cavaliere di Saint-Louis e maggiore del Cap Français, e come tale era destinato al servizio nell'esercito coloniale francese. Tuttavia, a causa della sua salute cagionevole, completò al collège d'Harcourt gli studi iniziati al Louis le-Grand.

## Opere più importanti
- Les Solitaires de Normandie
- le Savetier et le Financier